# Beefeater Gin
Beefeater Gin è una marca di gin inglese prodotta dalla James Burrough Ltd. e distribuita dall'azienda francese Pernod Ricard.

## Storia
James Burrough, un farmacista nato a Ottery St Mary nel 1835, acquistò nel 1863 per 400 £ (circa 35.000 € attuali) la ditta specializzata nella distillazione di liquori "Taylor & Son", in Cale Street, distretto di Chelsea.. James Burrogh applicò le sue conoscenze integrando le ricette utilizzate dalla precedente gestione con i suoi studi; nel 1871 spostò gli uffici dietro la distilleria, in Marlborough Square, nel palazzo in cui dimorava. Nel 1876 la produzione comprendeva il James Burrough London Dry, lo Ye Old Chelsea e l'Old Tom Style gin, catalogo al quale aggiunse un nuovo marchio, il Beefeater London Dry gin. Il Beefeater riscosse un successo quasi immediato, e nel 1895 venne stesa la ricetta ufficiale e il Beefeater venne dichiarato il prodotto di punta della compagnia.
Nel 1897 James Burrough morì, e la compagnia passò nelle mani del figlio Eric. Nel 1906 costruirono un nuovo fabbricato al 26 di Hutton Road, nel distretto di Lambeth; il nuovo sito venne chiamato Cale Distillery (in onore della sede storica), venne fornito con nuovi alambicchi J.Dore & Co., e nel 1908 la produzione venne trasferita nella nuova distilleria. Nel 1911 vinse la medaglia d'oro al Festival dell'impero; sei anni dopo, nel 1917, la società cominciò ad esportare il gin negli Stati Uniti.
Nel 1958 l'azienda venne nuovamente trasferita in Montford Place, distretto di Kennington. Negli anni sessanta vennero acquistate aree limitrofe, allargando il perimetro della fabbrica.
La famiglia Burrogh vendette l'azienda alla Whitbread nel 1987, la quale la cedette nel 1991 alla Allied Domecq, che dal 2005 fa parte del gruppo Pernod Ricard. Dopo l'acquisizione, la multinazionale francese ha investito molto sul marchio, facendone il gin di punta della società.

## Distilleria
Il Beefeater è uno degli ultimi quattro gin prodotti nella città di Londra: la sede della distilleria Beefeater si trova in 20 Montford Place, nel quartiere Kennington. Copre circa 9000 m², suddivisi in uffici, magazzini e siti di produzione, dove si trovano cinque alambicchi Carterhead di bronzo, tre dei quali con una capacità da 3.200 l, e uno dei due più piccoli utilizzato per il Beefeater 24. Dal 2013 la fabbrica propone visite guidate.

## Prodotto
Il Beefeater è un gin di categoria premium, corposo e leggermente esperidato; la sua produzione segue la ricetta originale studiata da James Burrough: i botanicals vengono immersi 24 ore nel distillato di orzo e mais. Il distillato a 80.0% vol. viene portato in Scozia dove viene diluito alla gradazione di 40.0% vol. (47.0% per il mercato statunitense e neozelandese) e imbottigliato.
I botanicals sono:
- Bacche di ginepro raccolte nel mese di settembre in Italia e Macedonia del Nord
- Buccia d'arancia amara da Siviglia, è l'ingrediente principale dopo il ginepro.
- Buccia di limone raccolto nel mese di marzo in Spagna, che contribuisce al sapore agrumato.
- Radice e semi di angelica dal Belgio, che conferiscono note legnose e terree
- Coriandolo dalla Russia, dal retrogusto pepato
- Radice di giglio dall'Italia, con una piccola aggiunta di violetta di Parma, che conferisce il retrogusto floreale
- Liquirizia dalla Cina
- Olio di Mandorla amara

## Marchio
Il nome fu scelto in onore degli Yeomen Warders, i guardiani della Torre di Londra, soprannominati dai londinesi appunto "Beefeater"; tale scelta fu fatta per associare il prodotto con un simbolo di Londra.
La bottiglia è squadrata, in vetro trasparente con il tappo in metallo rosso; l'etichetta frontale propone il logo con il disegno di un guardiano, soprannominato Henry.
Sono disponibili le confezioni da 5 cl, 70 cl e 100 cl.

## Varianti
Oltre alla versione classica, esistono altri gin della linea Beefeater:
- Beefeater Crown Jewel (50.0% vol., 1993-2010) - Gin di categoria premium, si differenziava principalmente per il grado alcolico e piccole differenze di lavorazione. La bottiglia era esagonale, in vetro viola e sull'etichetta compariva un corvo della Torre di Londra.
- Beefeater 24 (45.0% vol., ottobre 2008) - Gin di categoria super-premium, ideato dal mastro distillatore Desmond Payne, ispirato ad un catalogo di tè del padre del fondatore, il quale commerciava tale bevanda, risalente all'epoca vittoriana. Il Beefeater 24 contiene dodici botanicals, i nove classici con l'aggiunta di tè verde cinese, tè Sencha giapponese e buccia di pompelmo. La bottiglia mantiene la forma squadrata, ma si arricchisce di bassorilievi botanici e di un fondo in vetro rosso; l'etichetta presenta solo il logo e il numero "24" in blu. Il nome 24 deriva dalle ventiquattr'ore di immersione dei botanicals, e dal fatto che Londra è una città che vive 24/24.
- Beefeater Burrough's Reserve (43.0% vol., giugno 2013) - Gin di categoria ultra-premium, ideato dal mastro distillatore Desmond Payne. Il gin è leggermente ambrato, prodotto nell'originale alambicco in bronzo "no. 12" da 243 litri del XIX secolo, e fatto riposare in botti di quercia "Jean-de-Lillet". La bottiglia in serie numerata è in vetro trasparente è tonda con rilievi botanici; sull'etichetta compaiono logo, nome del prodotto, firme del fondatore e del distillatore, la serie numerata ed i disegni della botte e dell'alambicco. il prezzo è di circa 70 euro.

## Distribuzione
Il Gin Beefeater è il gin premium più venduto al mondo, con un volume di vendite di 2,5 milioni di casse (29 milioni di bottiglie) circa. Il mercato principale è la Spagna, dove è il primo distillato per vendite; altri mercati principali sono Stati Uniti, Canada, Giappone, Regno Unito, Russia, Repubblica Ceca e Francia.

## Riconoscimenti
- Festival dell'impero - Il gin Beefeater fu insignito nel 1911 della medaglia d'oro.
- San Francisco World Spirits Competition - Il gin Beefeater ha ricevuto due medaglie double gold (2008, 2013), due medaglie d'oro (2009, 2011), due medaglie d'argento (2006, 2012) e due medaglie di bronzo (2007, 2010).[5]
- Wine Enthusiast - Nel 2011 la rivista ha valutato il gin Beefeater con 91 punti, il Beefeater 24 con 95 punti.[6][7]
- Beverage test institute - L'istituto ha valutato con 93 punti nel 2012; precedentemente aveva assegnato 93 (2008) e 94 punti(2005).[5]